# Jardín del Palacio de Oldemburgo

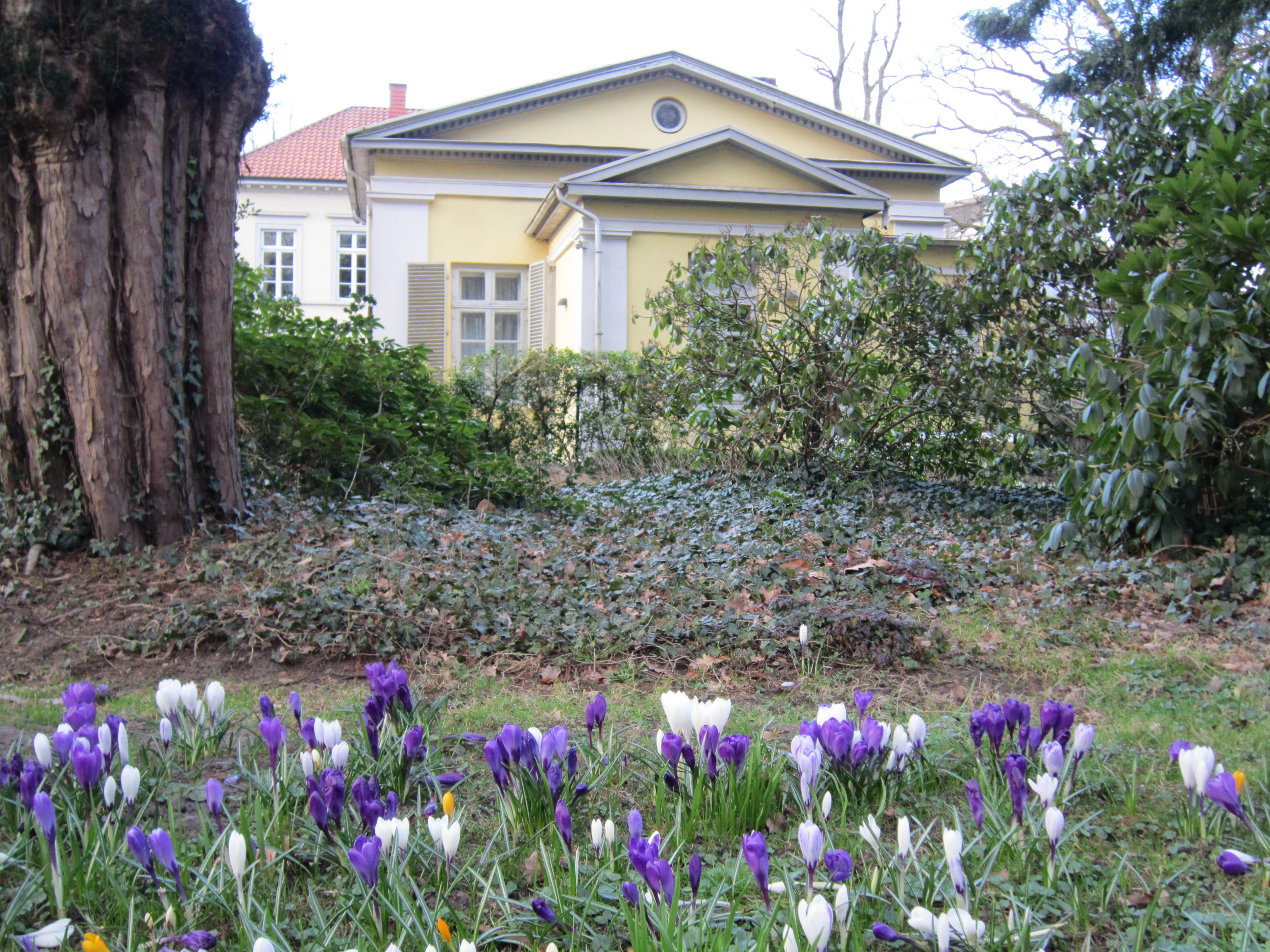
Puerta de entrada en la calle del parque (Gartenstraße) con crocus en primer plano.

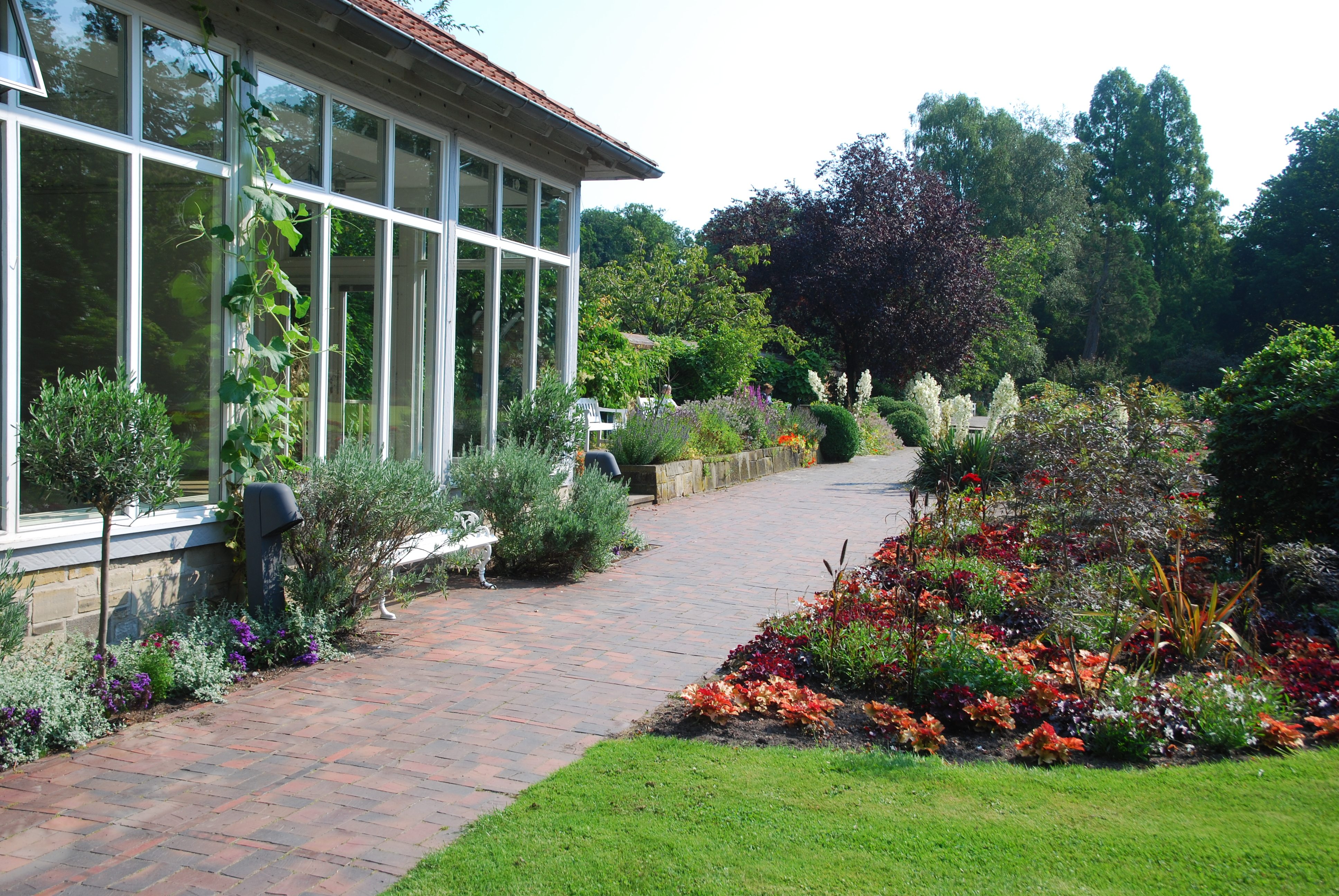
Invernadero.

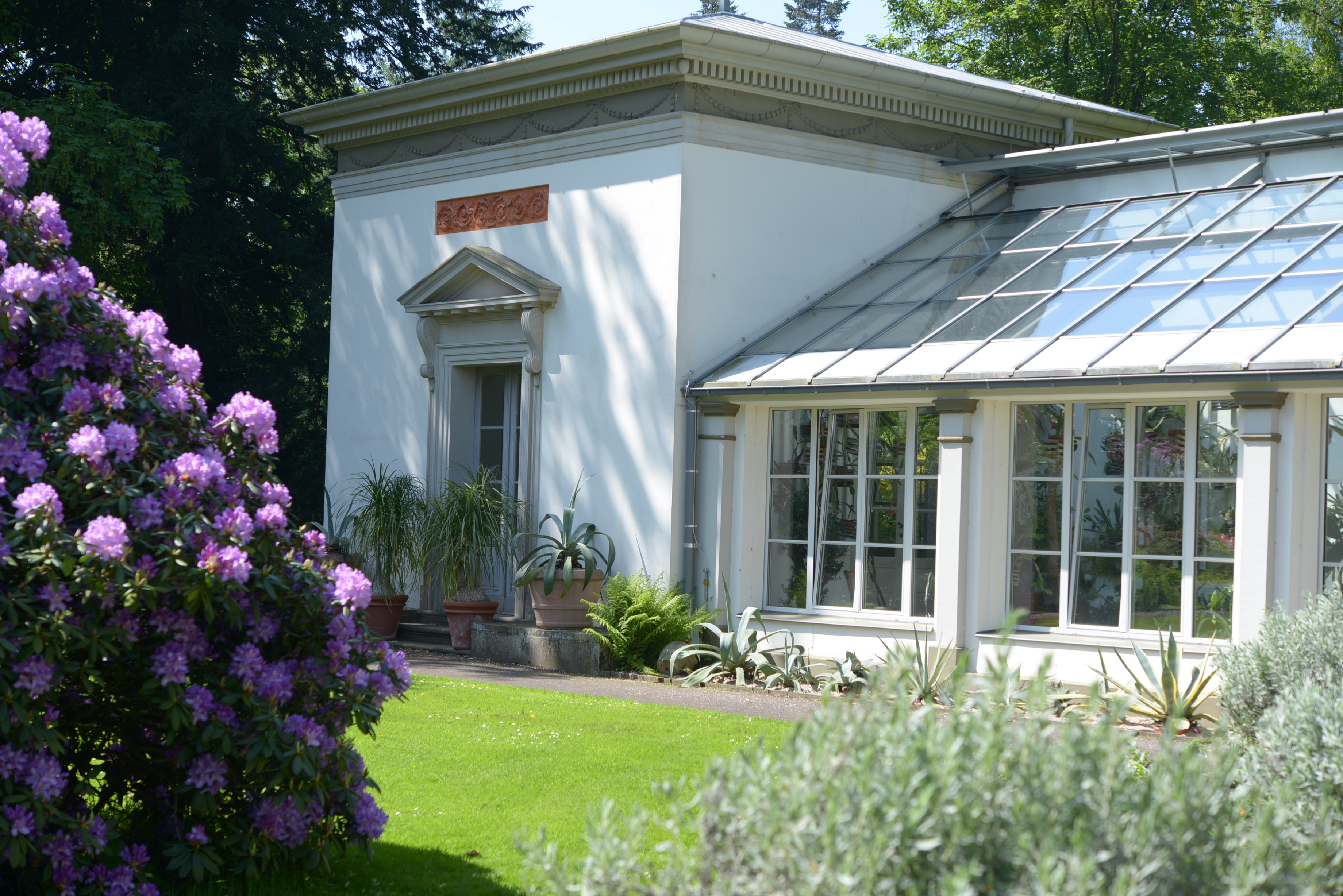
Caseta para cactus.

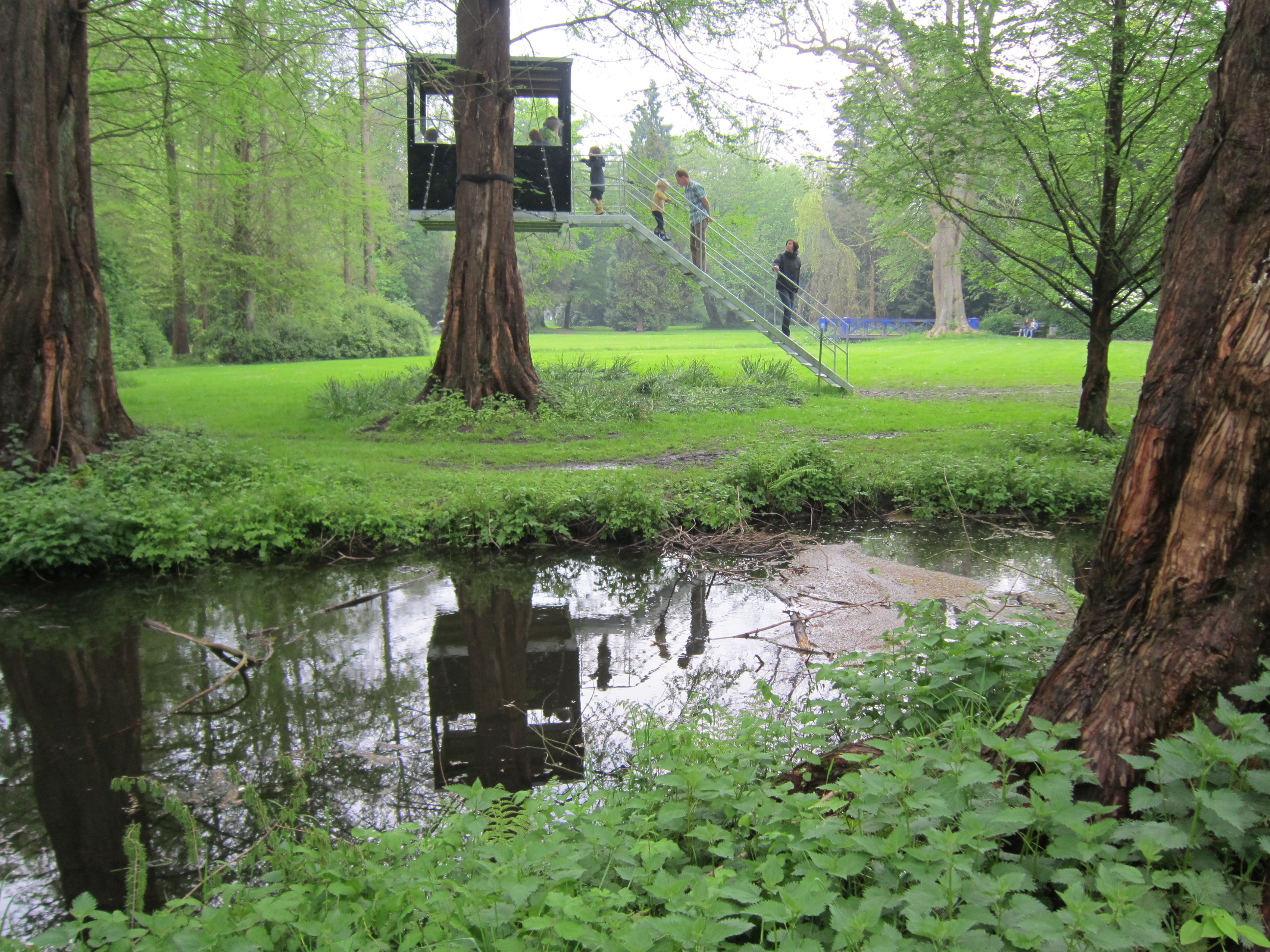
Casa en el árbol para el 200.º aniversario.

El Jardín del Palacio de Oldemburgo (en alemán Schlossgarten Oldenburg) es un parque público de 16 hectáreas en la ciudad de Oldemburgo, Baja Sajonia, norte de Alemania, localizado entre el distrito de Eversten y el centro de la ciudad hacia el norte. En el noroeste se encuentra el lago y el Palacio de Isabel Ana (construido 1894-96) y cerca del extremo nordeste se encuentra el Palacio de Oldemburgo.

## Historia
El jardín es un parque histórico en estilo de jardín inglés. Fue creado en nombre del Duque Pedro Federico Luis de Oldemburgo por el antiguo jardinero de la corte Julius Friedrich Wilhelm Bosse.
En 1803 y 1805, el Duque adquirió praderías en las cercanías del Palacio de Oldemburgo para crear un jardín y empezó su obra sobre esto en 1809 con detallados planes. El Duque mismo trabajó en los dibujos de diseño. Los primeros jardines fueron vastamente destruidos durante la ocupación napoleónica. En 1814, el Duque Julio Federico Guillermo comisionó la reconstrucción y dispuso la inversión añadida para restablecer los jardines. El Duque trabajó en el jardín durante 42 años y aparentemente ha cambiado poco hasta el día de hoy.
El Duque Pedro Federico Luis combinó su uso personal del jardín con un esfuerzo para permitir que sus súbditos disfrutaran también del mismo. Desde el principio, amplias partes del jardín fueron abiertas al público. La única condición para al admisión eran un ropaje apropiado y un comportamiento civilizado. Esto se prolongó hasta la década de 1950 cuando era costumbre entrar en los jardines con ropa de verano. En la misma década, el anterior director del jardín Max Heber, consideró las necesidades de la población general de Oldemburgo. Así los jardines se hicieron más disponibles para uso general. El jardín sufrió pocos daños de guerra y fue utilizado como huerto para frutas y vegetales durante un periodo. Algunos de los árboles fueron talados debido a la escasez de combustible.
A partir de 1920, el jardín se convirtió en propiedad pública y hasta 1946 fue propiedad del Estado Libre de Oldemburgo. A partir de entonces pasó a ser propiedad del Estado de Baja Sajonia. En 1952, fue fundada una sociedad con el propósito de conservar los jardines. Desde 1978 ha tenido oficialmente un estatuto protegido. Después de un acuerdo en 2007, el estado alemán contribuye con dos tercios de los costes y la ciudad de Oldemburgo con un tercio.
El gestor del jardín reside en la "Hofgärtnerhaus" dentro de los propios jardines.
En 1914, el 100.º aniversario del jardín del palacio fue celebrado con una exposición y la plantación de tres robles por la familia ducal entre abril y septiembre. 2014 vio la creación de eventos y exposiciones para marcar el 200.º aniversario.

## Descripción
El jardín tiene plantaciones con juegos de agua, senderos curvos, y transiciones naturales dentro del paisaje, introduciendo itinerarios y suaves transiciones con el paisaje circundante. El Duque ya dispuso en 1828 de la planta hoy típica del rhododendron. Los rhododendrons en el jardín se hallan entre los más antiguos de Alemania. Se pueden encontrar muchos árboles maduros de principios del siglo XIX. Los edificios históricos incluyen la casa del director del parque (Hofgärtnerhaus), la casa del té o la casa de invierno. Después del anochecer, los murciélagos se muestran activos en el parque.
Inusual para un jardín paisajístico de estilo inglés, no se hallan templos, ruinas ni chinerías. Quizás esta diferencia puede explicarse por el hecho de que se obedecieron las ideas del paisajista Humphry Repton, quien era renuente al uso de esos elementos.

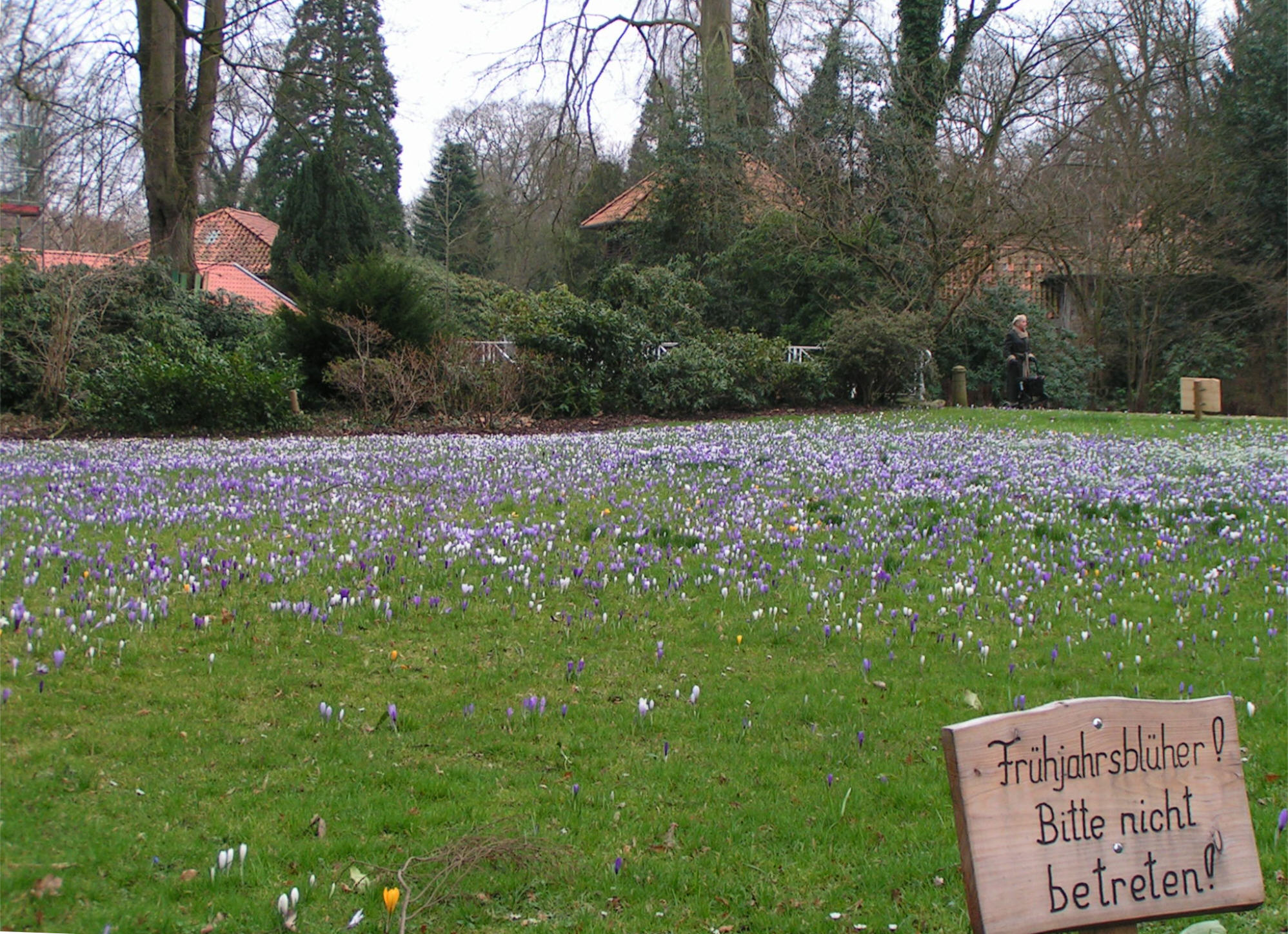
El Jardín del Palacio en febrero.
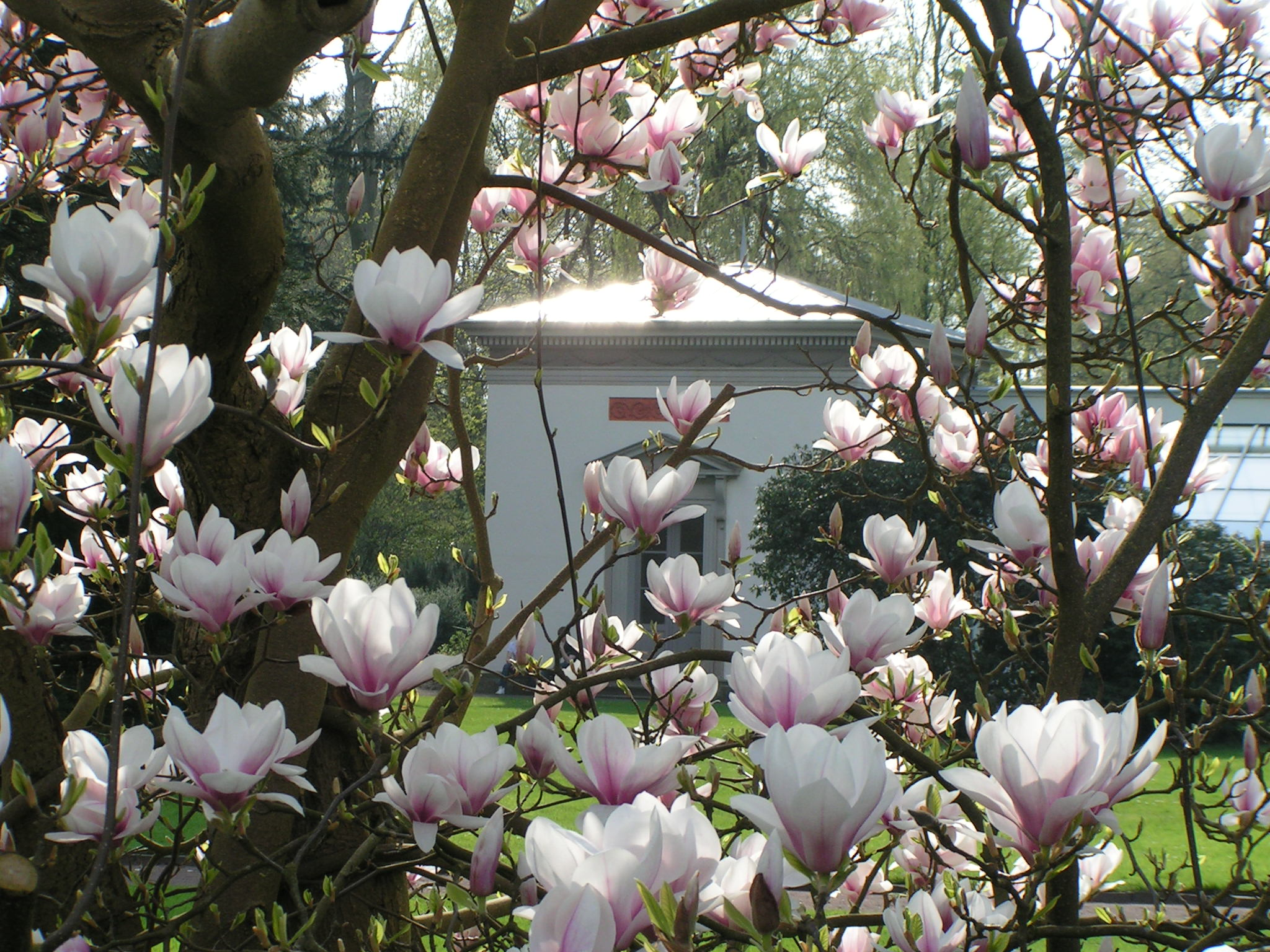
El Jardín del Palacio a principios de abril.
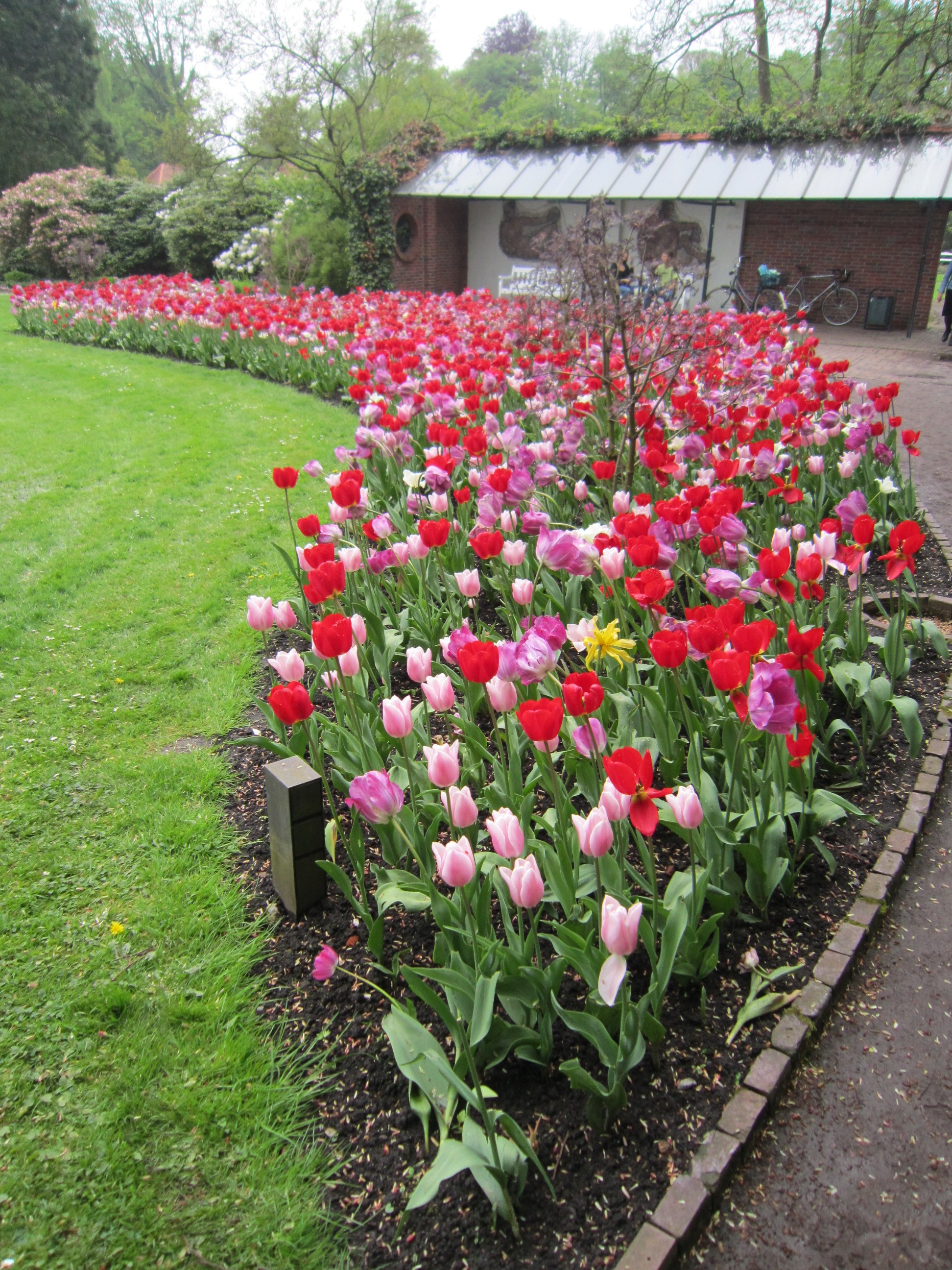
El Jardín del Palacio a finales de abril.
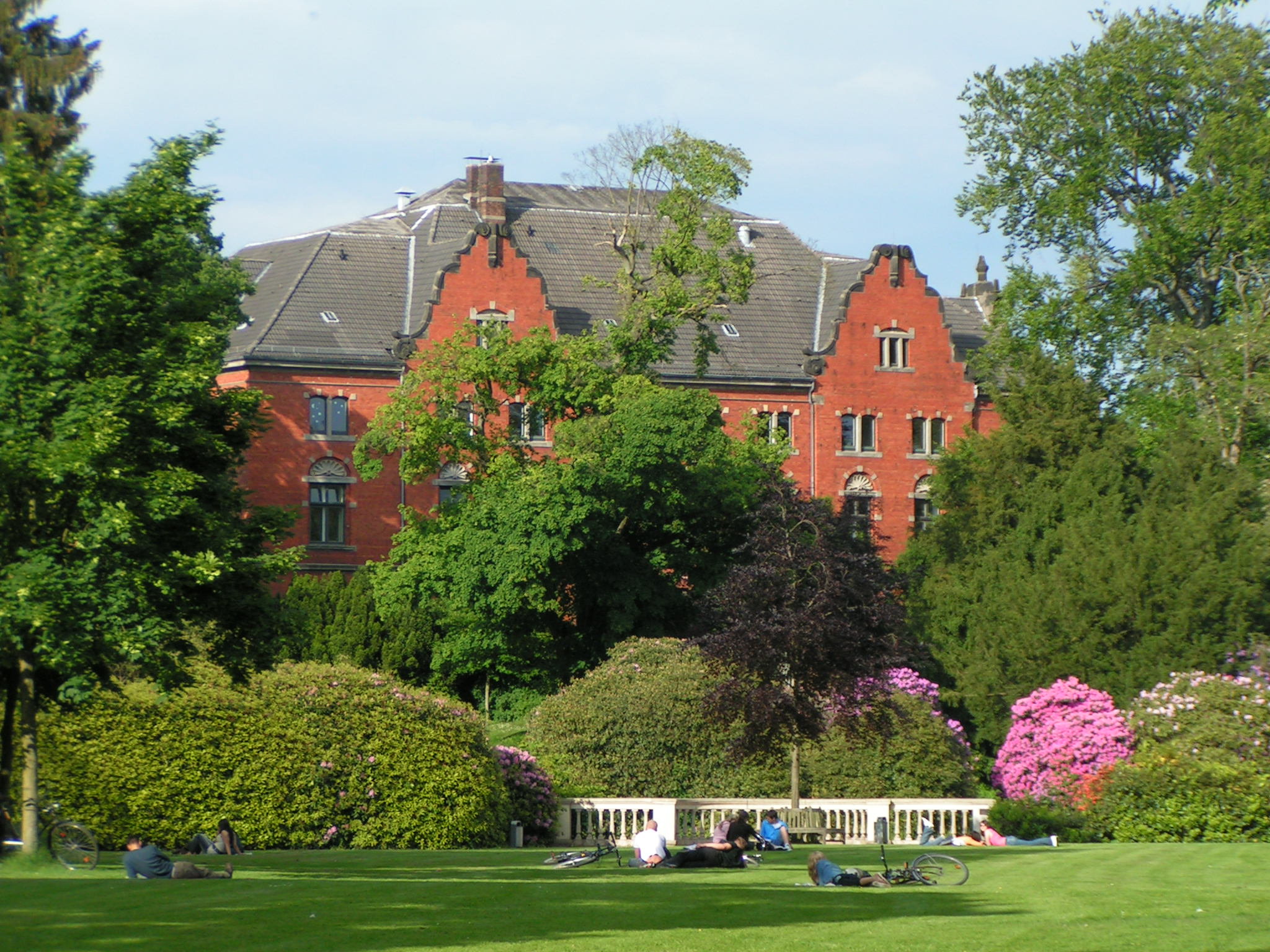
El Jardín del Palacio en junio.
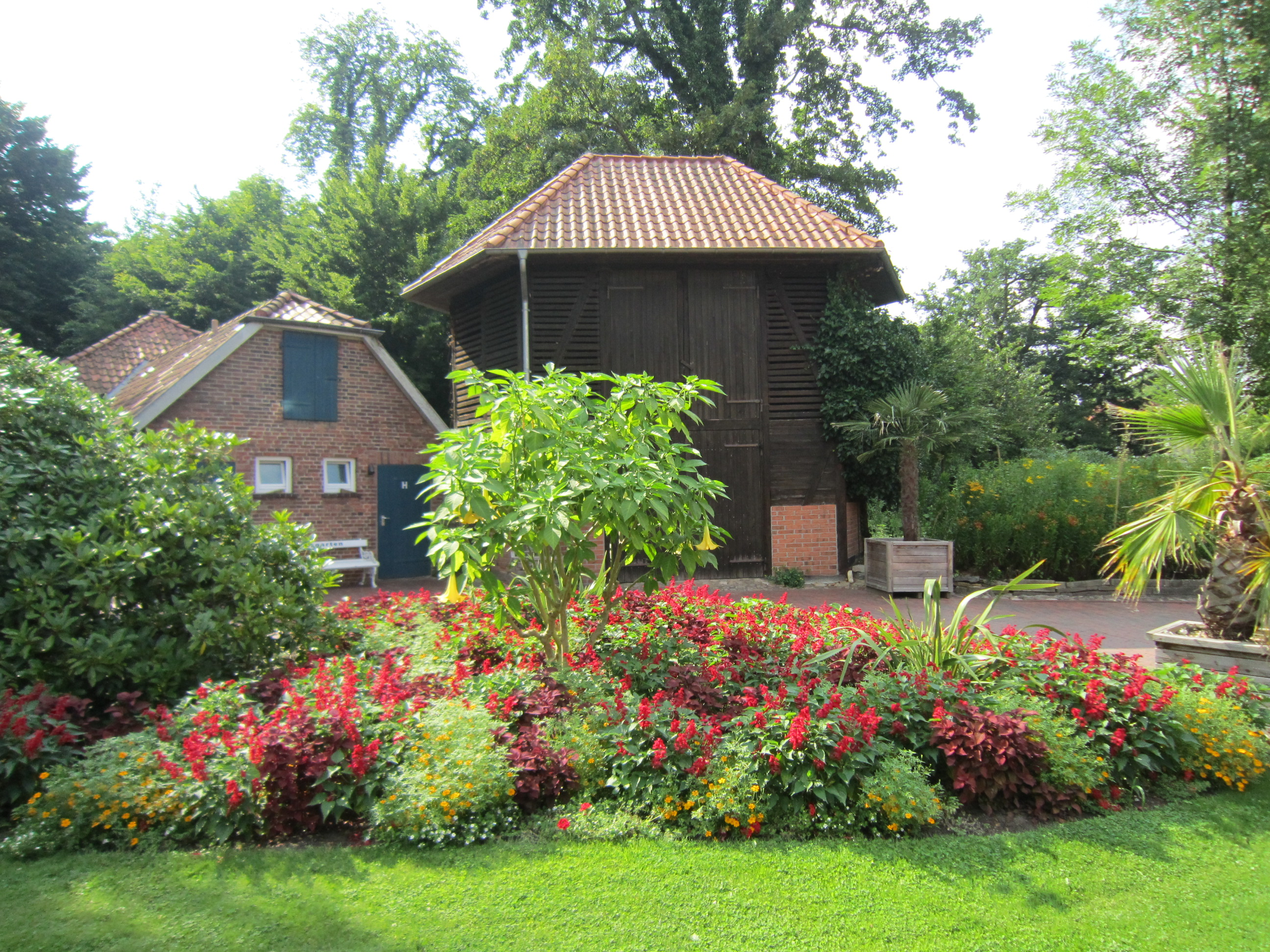
El Jardín del Palacio en julio.
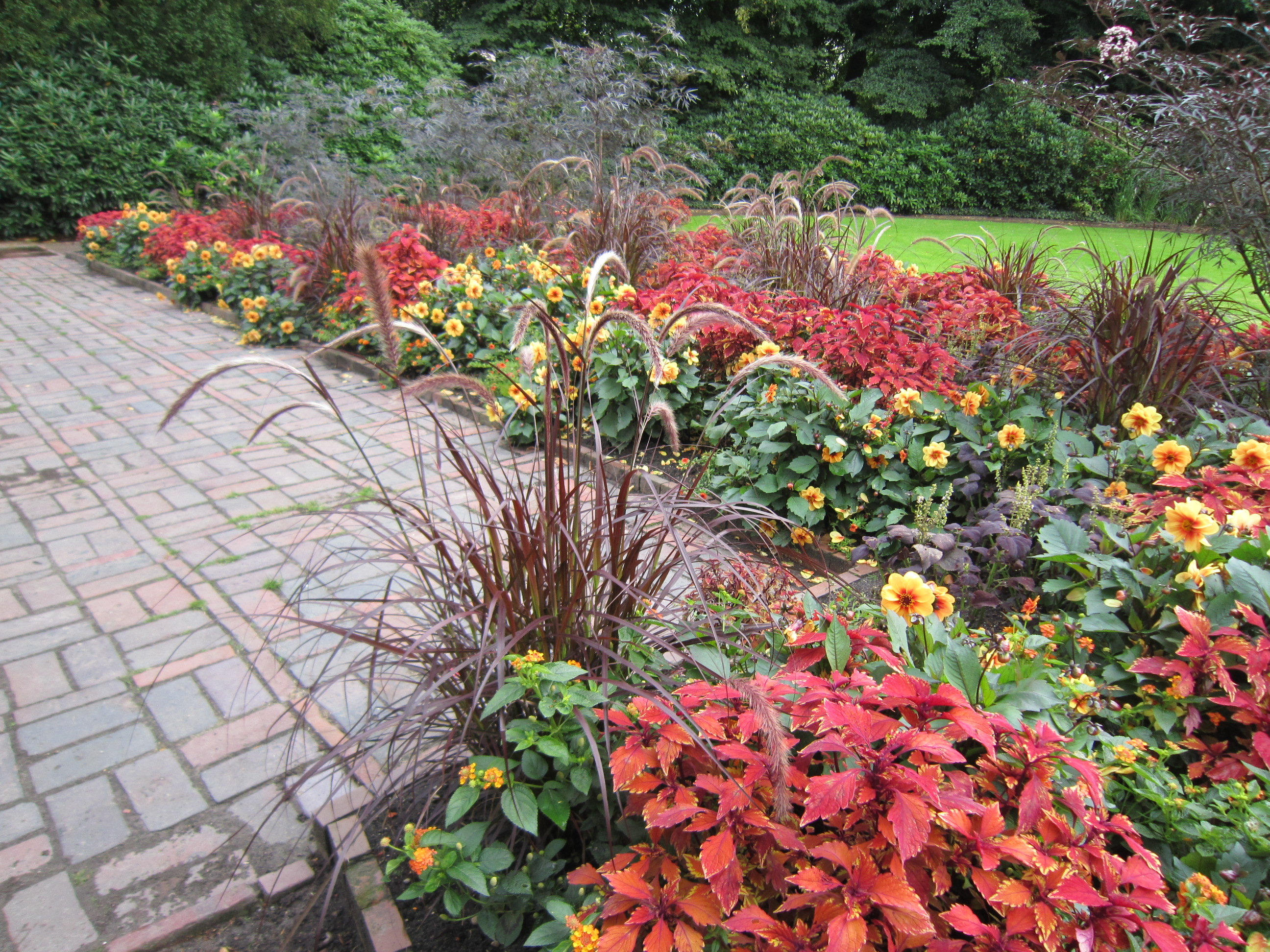
El Jardín del Palacio en agosto.
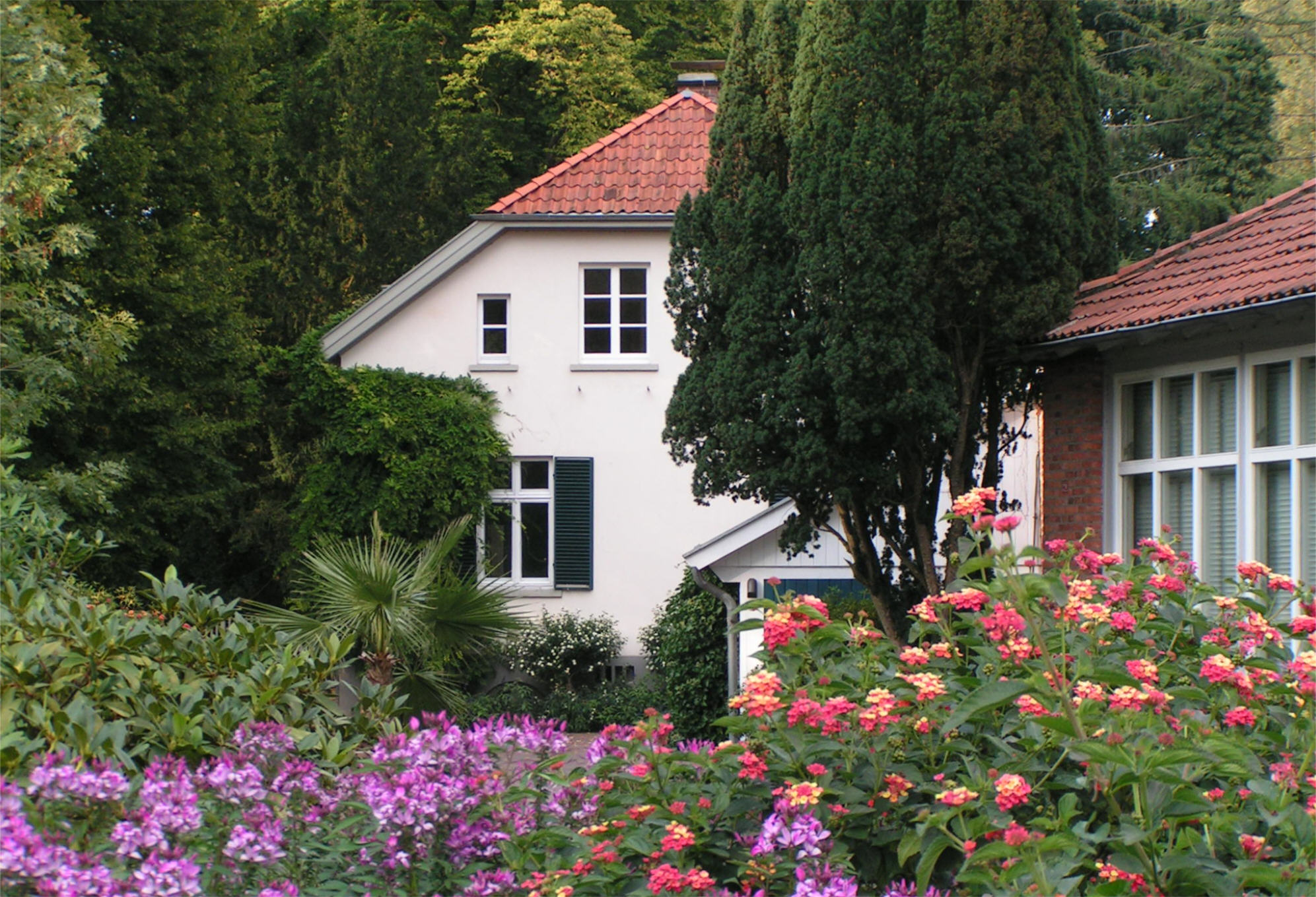
El Jardín del Palacio en septiembre.

## Turismo
"Turismo de Oldemburgo" alaba los jardines del palacio. El Jardín del Palacio de Oldemburgo forma la pieza central de la "Ruta de la cultura de los jardines" una red de más de 100 parques y jardines en el nordeste de Alemania. A partir de 2014 hubo una serie de eventos para marcar el 200.º aniversario del parque.

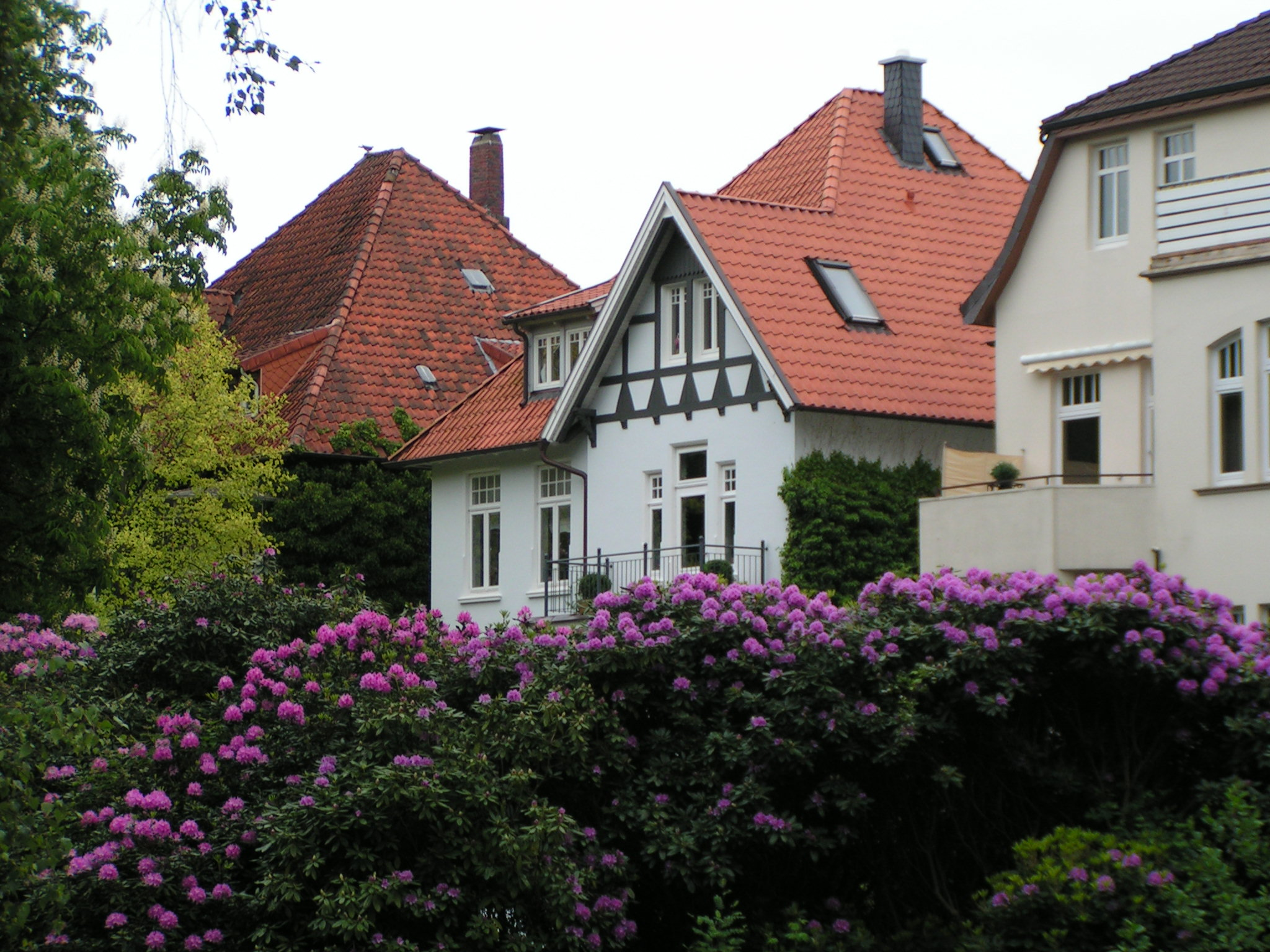
Rhododendrons en los jardines.
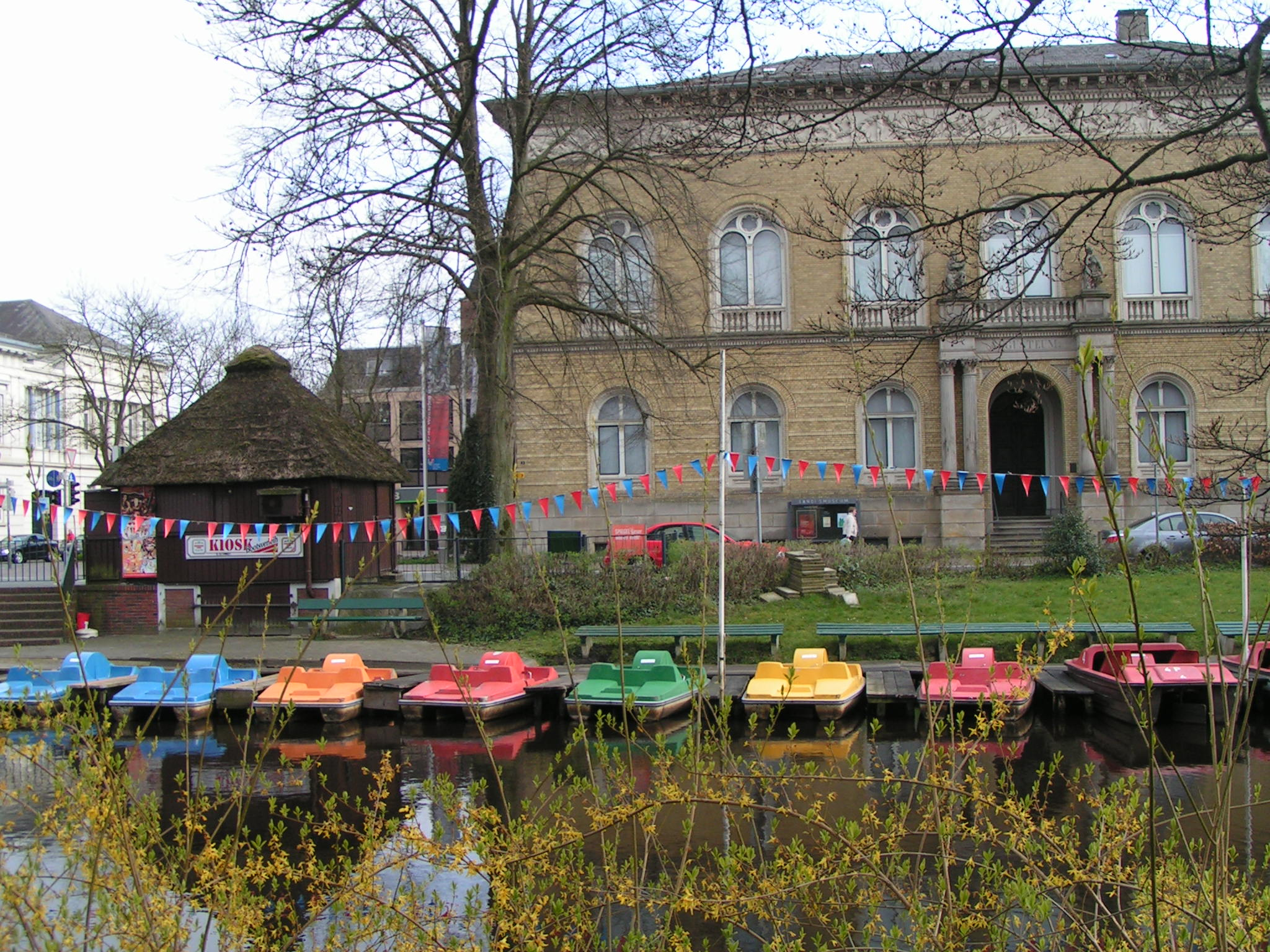
Extremo nordeste del jardín con pedalos y la galería de arte del Augusteum detrás.
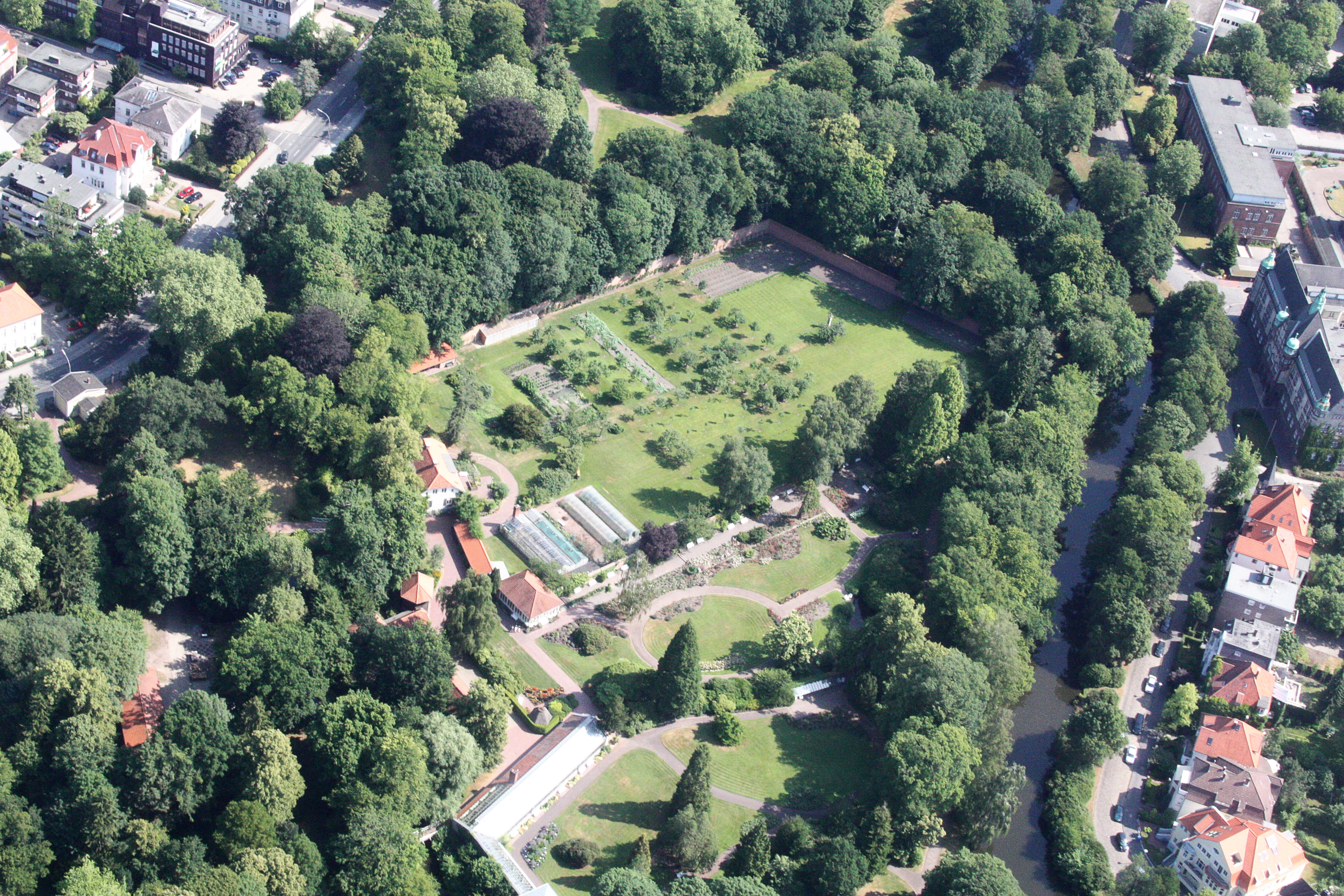
Vista área.
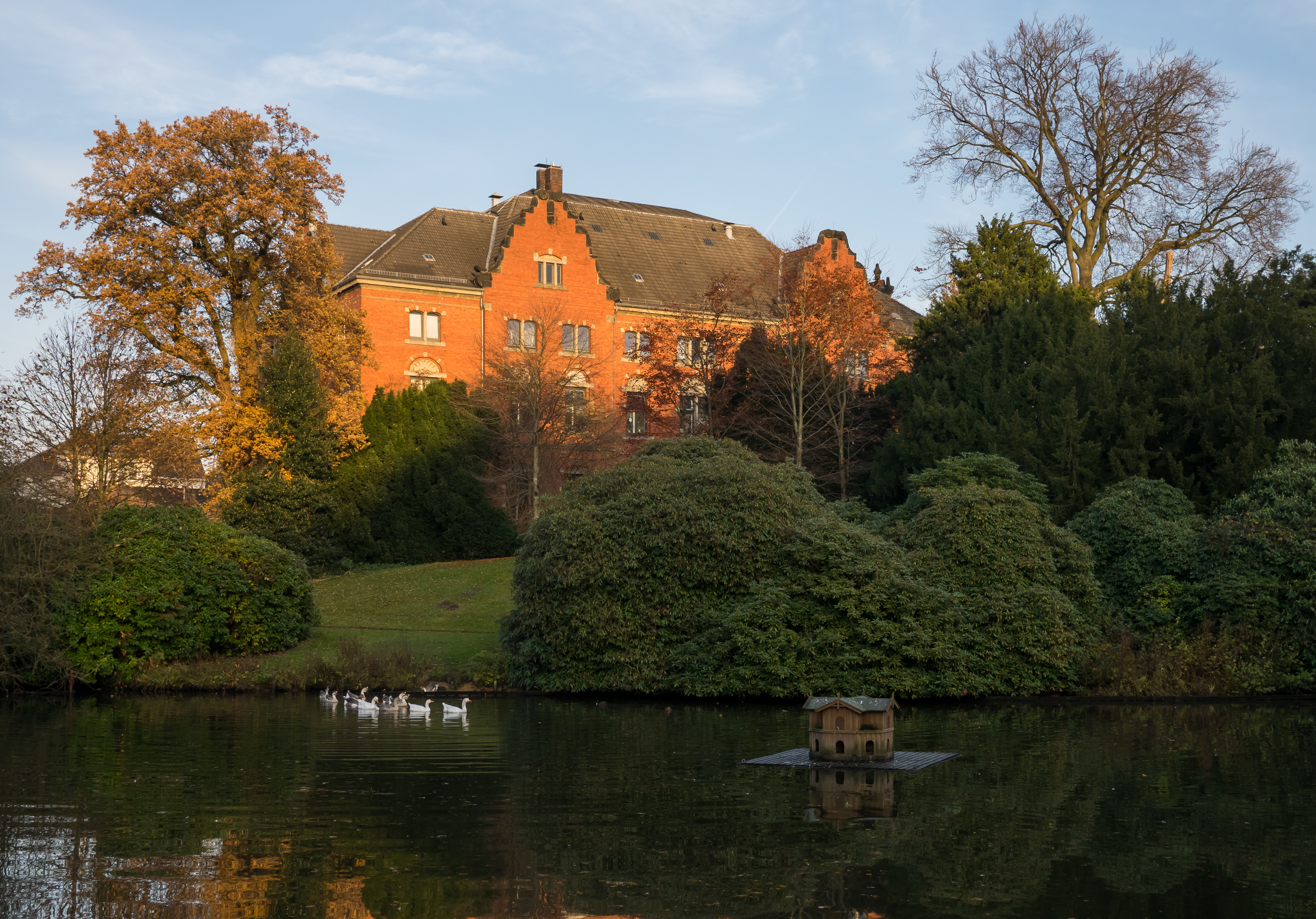
El Palacio de Isabel Ana en los jardines.